# روبرت غالاغير
روبرت غالاغير (بالإنجليزية: Robert Gallagher)‏ هو صحفي ومصور بريطاني، ولد في 1969 في كنزينغتون في المملكة المتحدة.